# Charles Joseph d'Autriche (1745-1761)
Pour les articles homonymes, voir Charles de Habsbourg-Lorraine (homonymie).

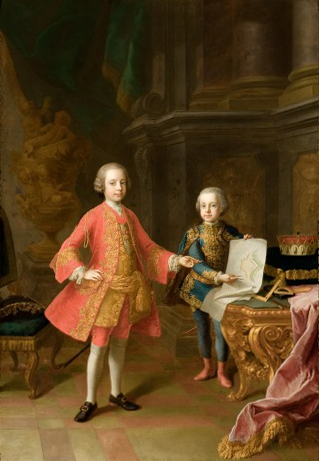
Charles-Joseph et son frère Joseph (à gauche) par Martin van Meytens

Charles-Joseph d'Autriche (Charles-Joseph Emmanuel Jean Népomucène Antoine Procope; né le 1er février 1745 à Vienne, Autriche - mort le 18 janvier 1761 dans le même lieu) est un membre de la Maison de Habsbourg-Lorraine, archiduc d'Autriche, prince de Bohême et de Hongrie.

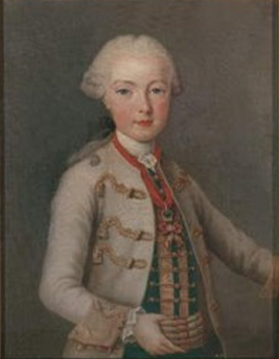
Charles-Joseph.

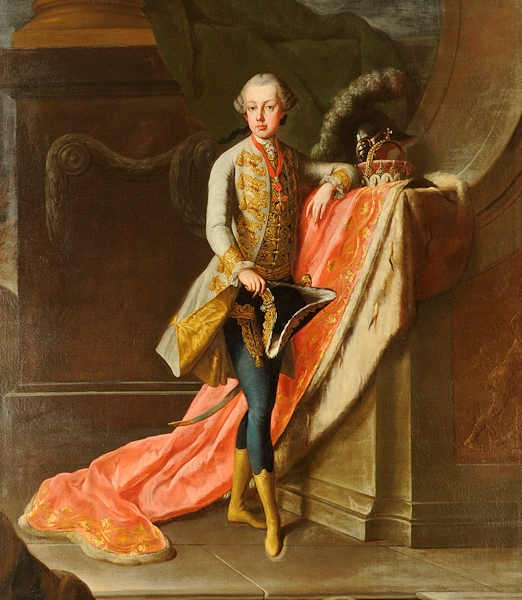
Portrait posthume de Charles Joseph, par Martin van Meytens.

Après des années d'épreuve, l'année 1745 est une année de succès pour la reine de Bohême et son mari adoré. Septième enfant et deuxième fils de François-Étienne de Lorraine, grand-duc de Toscane et de Marie-Thérèse d'Autriche, reine de Bohême et de Hongrie, l'archiduc Charles Joseph naît pendant la guerre de succession d'Autriche. La succession au trône ayant été assurée par la naissance de son frère aîné en 1741, la naissance de l'archiduc Charles conforte la légitimité de sa mère sur les possessions héréditaires de la Maison de Habsbourg, contestées par les monarques européens. En septembre, son père est élu empereur. Ratifié en 1748, le traité d'Aix-la-Chapelle redonne la paix à l'Europe, conserve ses possessions à l'Impératrice qui doit cependant laisser la Silésie au roi de Prusse qui devient un acteur majeur de la politique européenne et se pose en rival de la Maison d'Autriche.

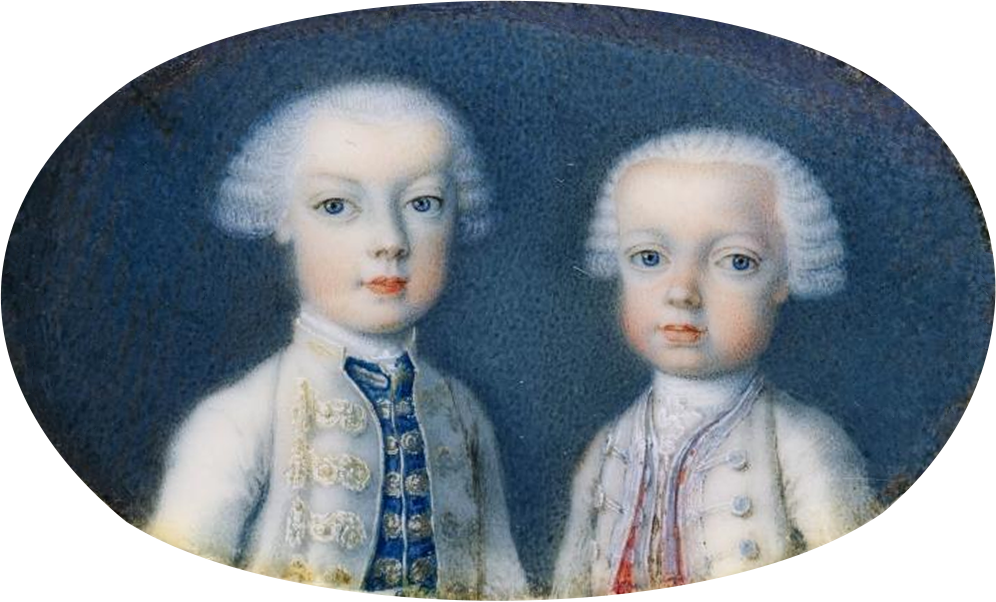
Charles-Joseph et son frère Léopold.

Enfant extraverti, le petit archiduc est le fils préféré de ses parents et entre dans une rivalité avec son frère aîné le futur empereur Joseph II. D'autres enfants naissent au couple impérial qui en auront seize  en tout. Dès 1746, l'archiduchesse Marie-Amélie, en 1747, l'archiduc Pierre-Léopold, en 1748 l'archiduchesse Marie-Caroline qui - comme sa sœur aînée homonyme mourra au berceau. En 1750, naît l'archiduchesse Marie-Jeanne, suivie en 1751 par l'archiduchesse Marie-Josèphe puis en 1752 par l'archiduchesse Marie-Caroline - qui survivra à toute sa fratrie. En 1754 naît l'archiduc Ferdinand, en 1755, l'archiduchesse Marie-Antoinette, la plus jeune des filles. En 1756, l'archiduc Maximilien-François prend la place de benjamin de la fratrie.
Le renversement des alliances de 1756 et la réconciliation avec la Maison de Bourbon provoque le mariage de Joseph avec Marie-Isabelle de Bourbon-Parme en 1760 tandis que Charles Joseph qui a 15 ans, successeur potentiel de son frère et d'abord promis à la duchesse héritière de Modène Marie-Béatrice, est fiancé à l'infante  Marie-Louise d'Espagne. Leur frère cadet Léopold, 13 ans, succédant à Charles-Joseph dans la perspective d'épouser la princesse de Modène tandis que l'archiduchesse Marie-Jeanne, 10 ans, est promise au roi de Naples et de Sicile qui n'en a que 9.
La guerre reprend en 1756. Alliées contre la Prusse et l'Angleterre, les Maisons de Bourbon et de Habsbourg-Lorraine verront leur prestige amoindri face à l'émergence de nouvelles puissances que sont la Prusse et la Russie. Le mariage du jeune archiduc et de l'infante ne se fera pas. Ayant survécu à la variole en 1760, l'adolescent succombe, victime du scorbut au début de 1761, quelques jours avant son seizième anniversaire. Il rejoint les membres de sa Maison dans la crypte des Capucins. L'impératrice est profondément affectée par la mort de son fils préféré.
Femme de tête et de devoir, elle confirme son alliance avec les Bourbon. Charles, décédé, c'est son frère cadet, l'archiduc Pierre-Léopold, qui doit régner sur la Toscane, qui épouse en 1765 la fiancée de son défunt frère tandis que c'est le frère suivant Ferdinand qui épousera la princesse de Modène dix ans plus tard.
L'archiduc et l'infante auront 4 filles et 12 fils. Ils sont à l'origine de la pérennité de la famille impériale. Tous les membres actuels de la Maison de Habsbourg-Lorraine sont leurs descendants.